# Niki Leferink
Niki Leferink (Haaksbergen, 12 februari 1976) is een voormalig Nederlands profvoetballer. Zijn beste positie was centrumspits. Hij speelde in zijn carrière enkel in de eerste divisie. 
Op 18 april 2008 beëindigde hij zijn carrière als profvoetballer in dienst van FC Emmen. Hij heeft in totaal 350 wedstrijden in het betaalde voetbal gespeeld. Vanaf het seizoen 2008/09 zet hij zijn voetbalcarrière als amateur voort bij zaterdaghoofdklasser Excelsior '31. Daarnaast werkt hij als fysiotherapeut en revalidatietrainer bij zijn oude club Heracles Almelo.

## Statistieken
| Seizoen | Club            | Land      | Competitie     | Wed. | Goals |
| ------- | --------------- | --------- | -------------- | ---- | ----- |
| 1994/95 | SC Heracles '74 | Nederland | Eerste divisie | 19   | 0     |
| 1995/96 | SC Heracles '74 | Nederland | Eerste divisie | 33   | 5     |
| 1996/97 | SC Heracles '74 | Nederland | Eerste divisie | 30   | 9     |
| 1997/98 | SC Heracles '74 | Nederland | Eerste divisie | 27   | 3     |
| 1998/99 | Heracles Almelo | Nederland | Eerste divisie | 30   | 9     |
| 1999/00 | VVV             | Nederland | Eerste divisie | 24   | 3     |
| 2000/01 | VVV             | Nederland | Eerste divisie | 12   | 0     |
| 2001/02 | Go Ahead Eagles | Nederland | Eerste divisie | 26   | 6     |
| 2002/03 | Go Ahead Eagles | Nederland | Eerste divisie | 30   | 10    |
| 2003/04 | Go Ahead Eagles | Nederland | Eerste divisie | 28   | 11    |
| 2004/05 | Emmen           | Nederland | Eerste divisie | 28   | 11    |
| 2005/06 | FC Emmen        | Nederland | Eerste divisie | 36   | 12    |
| 2006/07 | FC Emmen        | Nederland | Eerste divisie | 19   | 6     |
| 2007/08 | FC Emmen        | Nederland | Eerste divisie | 8    | 0     |
| Totaal  | Totaal          | Totaal    | Totaal         | 350  | 85    |